# Jan Adolf I. ze Schwarzenbergu
Jan Adolf I. ze Schwarzenbergu (20. září 1615 Wermelskirchen, Svatá říše římská – 26. května 1683 Laxenburg, Habsburská monarchie) byl rakouský a český šlechtic, významný diplomat a první kníže z rodu Schwarzenbergů ve službách Habsburků, zastával významné politické funkce, byl např. předsedou říšské dvorní rady aj. Byl zakladatelem rodového panství v Českých zemích. Jeho dětmi byly Marie Arnoštka, 7. vévodkyně krumlovská a Ferdinand, 2. kníže ze Schwarzenbergu.

## Život
Byl synem hraběte Adama ze Schwarzenbergu, polního maršála a poradce braniborského kurfiřta, a Markéty z Pallandtu.
O jeho mladí existuje jen málo informací, nicméně již ve věku 22 let působil na císařském dvoře ve Vídni jako komoří a roku 1640 se dokonce stal dvorním radou. Po smrti otce však byly v Braniborsku zabaveny veškeré rodové majetky a Jan Adolf musel uprchnout.
Jeho kariéra u dvora však pokračovala úspěšně a tak se roku 1645 stal osobním komořím arcivévody Leopolda I. Viléma, jenž se stal o rok později místodržícím Španělském Nizozemí. Od roku 1646 tak působil v Bruselu jako Leopoldův poradce a důvěrník, později se stal i nejvyšším hofmistrem.
Jeho zaměstnavatel a přítel se však u něj brzy a významně zadlužil. Leopold I. Vilém tak Janu Adolfovi dal do zástavy třeboňské panství spolu se všemi jeho výnosy. Nicméně v roce 1651 z něj nakonec učinil svého univerzálního dědice. Z tehdejšího právního hlediska se situace značně zkomplikovala a bylo nutné získat tzv. český inkolát, který by Jana Adolfa opravňoval nabývat statků v Českých zemích. Ten obdržel až roku 1658[zdroj?] od Leopoldova bratrance, císaře a českého krále Leopolda I. Třeboňské panství se tak dostává do rukou Jana Adolfa až roku 1660, čímž ovšem byla započata velká schwarzenberská éra v jižních Čechách.
Roku 1660 tak Jan Adolf vlastnil Třeboňsko, hrabství Murau ve Štýrsku, statky ve Francii a následujícího roku ke svému panství přikoupil i celé panství hlubocké. Během své vlády se projevil jako velmi schopný hospodář a politik.
Vrcholem jeho života bylo obdržení dědičného knížecího titulu 14. července 1670 a velkého palatinátu roku 1671 pro sebe a své potomky. Stal se tak prvním knížetem ze Schwarzenberku.
Za svého života se proslavil jako hospodář, politik, polyglot a byl znám svým vysoce kultivovaným chováním. Sbíral umělecká díla a v roce 1650 obdržel Řád zlatého rouna.

## Rodina
Jeho manželkou byla štýrská hraběnka Marie Justina ze Starhembergu (1618 Eferding – 31. 1. 1681 Třeboň), dcera Ludvíka ze Starhembergu (1564 Eferding – prosinec 1620 Znojmo) a jeho třetí manželky Barbory z Herbersteinu (1574 nebo 1578 – 1616). Manželství uzavřeli 15. března 1644 ve Vídni a vzešlo z něj šest dětí (z toho 3 synové, 3 dcery; dospělého věku se dožily jen dvě):
- 1. Jan Leopold Filip (leden 1647 – srpen 1647; pohřben v kapucínském kostele v Murau)
- 2. Marie Ernestina (Arnoštka) (1649 Brusel – 3. 4. 1719 Vídeň), 7. vévodkyně krumlovská
  - ∞ (1666) Jan Kristián I. z Eggenbergu (7. 9. 1641 – 14. 12. 1710 Praha)
- 3. Ferdinand Vilém Eusebius (1652–1703), následník, 2. kníže ze Schwarzenbergu 
  - ∞ (21. 5. 1674 Langenargen) Marie Anna hraběnka ze Sulzu (24. 10. 1653 Tiengen – 18. 7. 1698 Vídeň)
- 4. Charlotta (1654–1661)
- 5. Ludvík Adam (1655–1656)
- 6. Polyxena (1658–1659)